# Pediasia ribbeellus
Pediasia ribbeellus is een vlinder uit de familie van de grasmotten (Crambidae). De wetenschappelijke naam van deze soort is voor het eerst voorgesteld als Crambus tristellus var. ribbeellus door Aristide Caradja in een publicatie uit 1910.
De soort komt voor in Portugal en Spanje.